# Tajda Lekše
Tajda Lekše (* 6. Dezember 1965  in Slovenj Gradec) ist eine slowenische Moderatorin.
Nach ihrem Studium in Ljubljana wurde sie als Moderatorin aktiv und führte durch die slowenischen Vorentscheidungen zum Eurovision Song Contest 1993 und 1996 des Senders RTV Slovenija. 1993 moderierte sie den Osteuropäischen Vorentscheid des Wettbewerbs.
Sie moderiert darüber hinaus kulturelle Veranstaltungen in Slowenien. Sie spricht sechs Sprachen.